# 曲芒楔颖草
曲芒楔颖草（学名：Apocopis wrightii Munro）是一种禾本科植物。这种植物是亚热带地区丘陵坡地广泛分布的禾草，在中国主要分布于江西、安徽、广东、广西、云南等省区；此外主要分布在印度和东南亚一带。
种名 wrightii 以19世纪美国生物学家Charles Wright的名字命名。